# سان مارتينو سيكوماريو (بافيا)
سان مارتينو سيكوماريو (بالإيطالية: San Martino Siccomario)‏ هي بلدة تقع في مقاطعة بافيا بإقليم لومبارديا في شمال إيطاليا. تبلغ مساحة هذه المدينة 14.3 (كم²)، وترتفع عن سطح البحر م، بلغ عدد سكانها 5177 نسمة في عام 2004 حسب إحصاء المعهد الوطني للإحصاء.

## السكان
في سنة 1861 بلغ عدد السكان 1٬426 نسمة، وتطور العدد ليصل في سنة 2011 لـ 5٬738 نسمة.
يظهر هذا المخطط البياني تطور النمو السكاني لـ سان مارتينو سيكوماريو (بافيا)

## وصلات خارجية
- الموقع الرسمي